# CEU Press
A Central European University Press, közismert nevén CEU Press, rövidítve CEUP, a Közép-Európai Egyetemmel szoros kapcsolatban álló akadémiai kiadó. Budapesten és New Yorkban található.

## Alapítása
A CEU Press 1993-ban jött létre, a Közép-Európai Egyetem 1991-es megalakulását követően. Kiadási nyelve angol.

## Kutatási köre
A CEU Press fő témái a "nyitott társadalom politikai filozófiája és gyakorlatai, történelem, jogtudomány, nacionalizmustudomány, emberi jogok, konfliktusmegoldás, gender-kutatás, zsidótudomány, közgazdaságtan, középkori tanulmányok, irodalom és nemzetközi kapcsolatok".
A CEU Press regionális fókusza eredetileg Közép-Kelet-Európa volt. Később kiterjedt a volt Szovjetunió országaira és szomszédaikra, valamint az arab és az iszlám világra.

## Vezetője
Frances Pinter 2020 óta a budapesti Central European University Press ügyvezető elnöke.
A CEU Press tagja az Európai Egyetemi Nyomdák Szövetségének. A közösség által vezetett Nyílt publikációs infrastruktúrák monográfiákhoz projekttel dolgozik.